# Undókóen (Mijazaki)
Undókóen (japonsky 運動公園駅, Undókóen-eki) je neobsazená železniční stanice společnosti JR Kjúšú na trati Ničinan. Zastavují zde osobní i spěšné vlaky.

## Navazující stanice
JR Kjúšú
Trať Ničinan
■Spěšné vlaky Ničinan Marine (japonsky 日南マリーン号)
Kibana (1,5 km) ◄ Undókóen ► (2,4 km) Kodomonokuni
■Osobní vlaky
Kibana (1,5 km) ◄ Undókóen ► (1,2 km) Sosandži